# NGC 319
NGC 319 è una galassia a spirale situata nella costellazione della Fenice.
Fu scoperta il 5 settembre 1834 da John Herschel.